# Archieparquía de Leópolis de los armenios
La archieparquía de Leópolis de los armenios (en latín: Archieparchia Leopolitanus Armenorum, en ucraniano: Львівська вірменсько-католицька архієпархія y en armenio: Լվովի թեմ) es una circunscripción eclesiástica de la Iglesia católica en Ucrania. Se trata de una archieparquía armenia, inmediatamente sujeta a la Santa Sede. Desde el 5 de diciembre de 1938 es sede vacante y no ha sido reactivada luego de la independencia de Ucrania en 1991 por lo que es una sede de existencia nominal.

## Territorio y organización

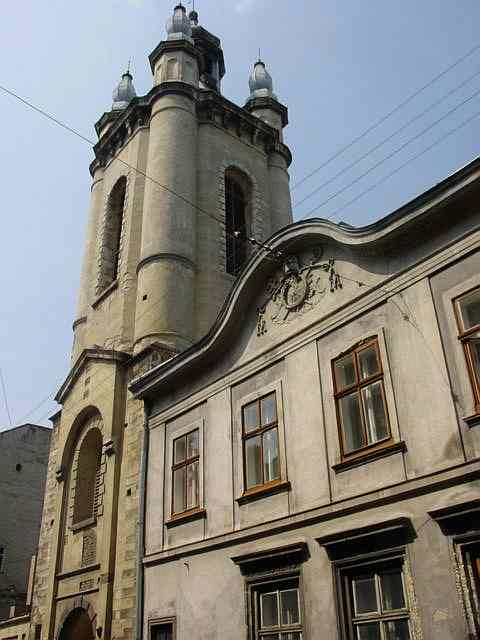
Palacio archieparquial con el campanario

La archieparquía al momento de su aniquilación en 1945 extendía su jurisdicción sobre los fieles católicos de rito armenio residentes en las actuales óblasts de Leópolis, Ivano-Frankivsk y Ternópil. Desde el 13 de julio de 1991 el territorio está bajo jurisdicción del ordinariato para los armenios católicos de Europa Oriental.

Interior de la Catedral de la Asunción de María, en Leópolis (2001)

La sede de la archieparquía se encontraba en la ciudad de Leópolis, en donde se halla la Catedral armenia de la Asunción de María, que fue confiscada por el gobierno comunista en 1945 y en 2000 entregada a la Iglesia apostólica armenia por el Gobierno ucraniano a condición de que los armenio-católicos puedan también usarlo.
En 2023 en la archieparquía no existían parroquias.

## Historia

### Bajo la Iglesia apostólica armenia
En el siglo XI comenzaron a establecerse los primeros grupos de armenios en lo que hoy es Ucrania, lo cual se acentuó en la segunda mitad de ese siglo debido a los ataques que el territorio armenio recibió de los turcos selyúcidas, estableciéndose a mediados del siglo XI una colonia armenia en Kaffa (hoy Feodosia) en la península de Crimea. A fines del siglo XI otra colonia armenia se estableció en Kiev, capital de la Rus de Kiev. Una nueva oleada inmigratoria armenia ocurrió en 1243 cuando los mongoles se apoderaron de Armenia oriental y otra con la caída del estado armenio de Cilicia en 1375, de tal manera que entre los siglos XIII y XIV Crimea fue conocida como Armenia Maritima o Armenia Magna y Kaffa estuvo bajo control de la República de Génova hasta 1475.
En el siglo XIV los franciscanos lograron que el arzobispo Zacarías del monasterio de San Tadeo, en Artaz, considerado vicario de los catolicós en la Gran Armenia, se uniera a la Iglesia católica. Zacarías probablemente viajó en 1354 a Galitzia, a donde los armenios fueron llamados por el rey polaco Casimiro el Grande. Zacarías otorgó privilegios a la hermandad de la parroquia católica de San Nicolás, en Bochnia, una ciudad en la carretera de Cracovia a Leópolis. En Leópolis los armenios tenían un templo católico y un monasterio y un templo ortodoxos. El catolicismo duró en Artaz hasta principios del siglo XV, cuando cayó el principado local en manos turcomanas, quienes devolvieron la sede a los armenios apostólicos. 
La archieparquía de Leópolis fue creada en 1363 al ser consagrado Gregorio como el primer arzobispo por el catolicós de Sis, Mesrob, de la Iglesia apostólica armenia, catolicosado que entre 1198 y 1375 estuvo en comunión con el papa. El territorio de la archieparquía estaba comprendida entre dos países: la ciudad de Leópolis en el Reino de Polonia y las ciudades de Lutsk y Volodímir-Volinski en Volinia en el Gran Ducado de Lituania. El rey Casimiro III de Polonia —que controlaba Leópolis desde 1349— concedió el 20 de enero de 1367 plena libertad de culto a los armenios a condición de que el arzobispo residiera en Leópolis. En 1379 el monje Howhannes fue ordenado arzobispo de todo el país de la tierra de rutenos y valacos. En 1383 el voivoda Petru II de Moldavia acordó entregar a los armenios de Moldavia a la jurisdicción del arzobispo de Leópolis. La conquista otomana de Crimea en 1475 y las persecuciones religiosas en Moldavia a mediados del siglo XVI desplazaron a la población armenia hacia Galitzia, Podolia y Volinia, que desde la unión de Lublin en 1569 fueron parte de la República de las Dos Naciones. Desde la unión proclamada en el Concilio de Florencia en 1439, algunos catolicós de Sis reconocieron la supremacía del papa.

### Unión de Leópolis
En 1624 Melquisedec Karnetsi, catolicós coadjutor del catolicós-patriarca de Echmiadzin David IV, entró en conflicto con él y buscó refugio en territorio polaco luego de enemistarse con el sah de Persia que había invadido Armenia. En 1626 se volvió católico y pasó a ser administrador de la archieparquía armenia de Leópolis. El 8 de enero de 1627 (año en que falleció) ordenó obispo secretamente al joven de 22 años Mikołaj Torosowicz en Cracovia y lo puso al frente de la archieparquía con la expresa reserva de que buscara la unión con el papa. La consagración no canónica del archieparca sin la aprobación del consejo de la diócesis dividió a la feligresía armenia. El catolicós-patriarca de Echmiadzin envió a Leópolis al vardapet Gregorio como su delegado para resolver la disputa, quien excomulgó a Torosowicz. Como este continuó al frente de la archieparquía llegó el vardapet Cristóbal, eparca de Ispahán, para enjuiciarlo y ocupó la catedral. El 24 de octubre de 1630 Torosowicz hizo una profesión de fe católica junto con algunos sacerdotes de la archieparquía, sancionando la unión de la Iglesia armenia de Leópolis con la Iglesia católica, reteniendo su rito y recibiendo el apoyo del rey Segismundo III. Esto ocurrió más de un siglo antes del reconocimiento de la Iglesia católica armenia en 1742 con la institución del patriarcado de Cilicia de los armenios. El 8 de noviembre de 1630 el papa Urbano VIII confirmó la unión. Como el nuevo rey Vladislao IV de Polonia (1632-1648) favoreció a los partidarios de Echmiadzin, Torosowicz viajó a Roma y el 22 de mayo de 1635 hizo una nueva profesión de fe ante el papa, quien le otorgó privilegios y lo designó archieparca metropolitano de los armenios católicos de Polonia, Moldavia y Valaquia, designando como sus sufragáneos a los eparcas armenios de Kamianets-Podilskyi y de Maguilov.
Durante la segunda mitad del siglo XVII las comunidades armenias de Galitzia y de Podolia aceptaron la unión de Leópolis y comenzaron un rápido proceso de polonización dentro de la República de las Dos Naciones. Para mediados del siglo XVII había unos 2500 armenios viviendo en Leópolis en Galitzia, teniendo la archieparquía en 1665 unos 5000 fieles en 15 parroquias.

### Bajo la Iglesia católica
Desde 1675 a 1772 el archieparca fue elegido directamente por los religiosos y los fieles armenios y luego debía obtener la aprobación del rey de Polonia, que informaba al nuncio apostólico, el cual a su vez instruía la práctica para la preconización del papa. Luego de 1772, cuando Leopólis pasó al dominio del Imperio austríaco, el derecho de nominación del archieparca fue de competencia del cabildo catedralicio que proponía al emperador austríaco una terna de candidatos, y luego él tenía que obtener la preconización del papa. En 1689 el sínodo del clero armenio en Leópolis anunció la ruptura de los lazos con el catolicosado de Etchmiadzín. 
En 1675 Wartan Hunanian fue designado obispo coadjutor de Torosowicz, con quien se enemistó y en 1677 se fue a una misión a la Gran Armenia en donde estaba encarcelado a la muerte de Torosowicz en 1681. Hunanian pudo asumir en 1686 y durante su episcopado amplió la unión entre los armenios de Transilvania y Moldavia nombrando un vicario. La Congregación de Propaganda Fide nombró el 29 de mayo de 1690 al sacerdote armenio Oxendio Virziresco para la misión armenia en Transilvania, separándola de la archieparquía armenia de Leópolis.
En 1763 la archieparquía tenía unos 6000 fieles en 18 parroquias. Con la primera partición de Polonia en 1772 parte de la archieparquía de Leópolis quedó dentro de Austria, que tomó medidas para suprimirla. Con las particiones de Polonia ocurridas en 1772, 1793 y 1795, la archieparquía perdió el control de sus fieles armenios de Polonia, Lituania, Bielorrusia, Podolia y el este de Volinia, regiones que pasaron al Imperio ruso, quedando suprimidas las eparquías de Kamianets-Podilskyi y de Maguilov y dejando la archieparquía de ser metropolitana. El 28 de marzo de 1809 en estos territorios del Imperio ruso fue creado un vicariato apostólico a cargo del obispo Józef Krzysztofowicz, dividido poco después en dos eparquías armenio-católicas: Kamianets-Podilskyi y Jersón. A la muerte del obispo en 1816 ya no fue nombrado otro. El territorio de la archieparquía de Leópolis quedó reducido al Reino de Galitzia y Lodomeria, una provincia del Imperio austríaco que comprendía Galitzia y el oeste de Volinia (unos 4000 fieles) y desde 1832 Bucovina (unos y 1500 fieles), que desde 1774 era parte del Imperio austríaco. Según un informe enviado a Roma por el archieparca en 1842 existían 10 parroquias, entre ellas además de la catedral en la óblast de Leópolis, las parroquias de Stanisławów (hoy Ivano-Frankivsk), Tyrmienica (hoy Tysmenytsia), Kuty, Łysiec (hoy Lysets'), Horodenka, Sniatyn, las 6 hoy en la óblast de Ivano-Frankivsk en Ucrania; Brzeżany (hoy Berezhany, óblast de Ternópil en Ucrania), Czerniowce (hoy Chernivtsi, óblast de Chernivtsi en Ucrania, creada en 1879). La parroquia de Suczawa (hoy Suceava, distrito de Suceava en Rumania) fue creada en 1891.
El 20 de septiembre de 1819 el derecho de elección del archieparca fue concedido al emperador austríaco con el breve Inter caetera del papa Pío VII. Desde 1867 a 1919 la archieparquía integró el Imperio austrohúngaro sufriendo diversos cambios de límites. A consecuencia de la desintegración del Imperio durante la Primera Guerra Mundial Leópolis (o Lemberg) pasó sucesivamente a manos rusas, ucranianas y finalmente polacas en 1919, mientras que Bucovina pasó a Rumania en donde en 1930 quedó integrada en el ordinariato para los fieles de rito armenio en Rumania.
En 1898 la Congregación de Propaganda Fide informaba que la archieparquía tenía 4500 fieles, 10 parroquias (Leópolis, Brzezany, Stanislawow, Lysiec, Sniatyn, Horodenka, Kutty, Czerniowce, Suczawa y Tysmiienica), 9 iglesias y 15 capillas y 20 sacerdotes. No había seminario y el clero se formaba en seminarios latinos. Había dos institutos educativos por niños pobres, con 48 y 40 alumnos, respectivamente. Las monjas benedictinas eran 18, ocupándose en la educación de 300 alumnas.

### Supresión
En el período entre las guerras mundiales la archieparquía estuvo en su apogeo y extendió estableció ministerios pastorales en Varsovia, Lodz y Poznan, abarcando de hecho todo el territorio de la Segunda República Polaca. Desde la muerte del archieparca Józef Teofil Teodorowicz el 4 de diciembre de 1938 la archieparquía quedó vacante y el 10 de diciembre de 1938 el sacerdote Dionisiy Kaetanowicz fue elegido por 18 sacerdotes de 9 parroquias para integrar la terna que fue enviada para que el papa eligiera al nuevo archieparca. Al estallar la guerra Kaetanowicz, por ser quien recibió más votos, tomó a su cargo la sede como administrador sin recibir el nombramiento papal. Al comenzar la Segunda Guerra Mundial Leópolis fue ocupada por la Unión Soviética en 1939 y luego por Alemania entre 1941 y el 27 de julio de 1944, cuando fue retomada por el ejército soviético. Para mediados del siglo XX la archieparquía contaba con 5500 fieles en Galitzia, en donde había 9 iglesias y 16 capillas. Se subdividía en 3 deanatos: Leópolis (parroquias de Leópolis, Berezhany y Lutsk —hoy en la óblast de Volinia en Ucrania—), Stanisławów (parroquias de Stanisławów, Lysets' y Tysmenytsia), y Kuty (parroquias de Kuty, Horodenka y Sniatyn).
El 26 de noviembre de 1945 Kaetanowicz fue arrestado por la NKVD por rehusarse a pasar a la Iglesia ortodoxa. Bajo acusaciones falsas Kaetanowicz y 3 sacerdotes fueron condenados el 8 de marzo de 1946 a pasar 10 años en campos de trabajo forzado en Stalinsk en Siberia, falleciendo el 18 de noviembre de 1954. Un tratado de límites polaco-soviético entró en vigor en 1946 por el cual Galitzia y parte de Volinia fueron incorporadas a la República Socialista Soviética de Ucrania y la población polaca fue transferida a los territorios que Polonia incorporó de Alemania. Los armenios católicos polonizados siguieron la misma suerte, junto con 8 sacerdotes, los lugares de culto pasaron a la Iglesia ortodoxa rusa o fueron secularizados por el gobierno comunista, por lo que la archieparquía quedó vacía de fieles y clero. La catedral de la Asunción de María fue cerrada y utilizada por el gobierno como depósito de arte sacro. El 18 de septiembre de 1981 el papa Juan Pablo II erigió el ordinariato para los fieles de rito oriental en Polonia incluyendo a los armenios católicos que cuentan con 3 parroquias.
Tras la disolución de la Unión Soviética y la independencia de Ucrania en 1991, la libertad de culto fue establecida, pero la archieparquía no resurgió ya que el número de fieles era escaso. Aunque la Santa Sede no suprimió formalmente a la archieparquía, el 13 de julio de 1991 el papa Juan Pablo II estableció el ordinariato para los fieles de rito armenio en Europa Oriental incluyendo a Armenia, Georgia, Rusia y Ucrania. El puñado de fieles armenio-católicos de Leópolis intentó restablecer la catedral como parroquia solicitando su devolución a las autoridades ucranianas, pero fieles armenios apostólicos asentados en la ciudad durante el período soviético pidieron para su uso el edificio de la catedral y el gobierno se lo concedió en 2000 a condición de que los armenio-católicos puedan también usarlo. El 4 de noviembre de 2001 el patriarca Narsés Pedro XIX Tarmouni, cabeza de la Iglesia católica armenia, condujo un servicio religioso en la antigua catedral. Bajo dependencia del ordinariato pequeñas comunidades armenio-católicas comenzaron a resurgir en Leópolis (registrada en 1991 con unos 30 fieles), Chernivtsi y en Kuty.

## Episcopologio

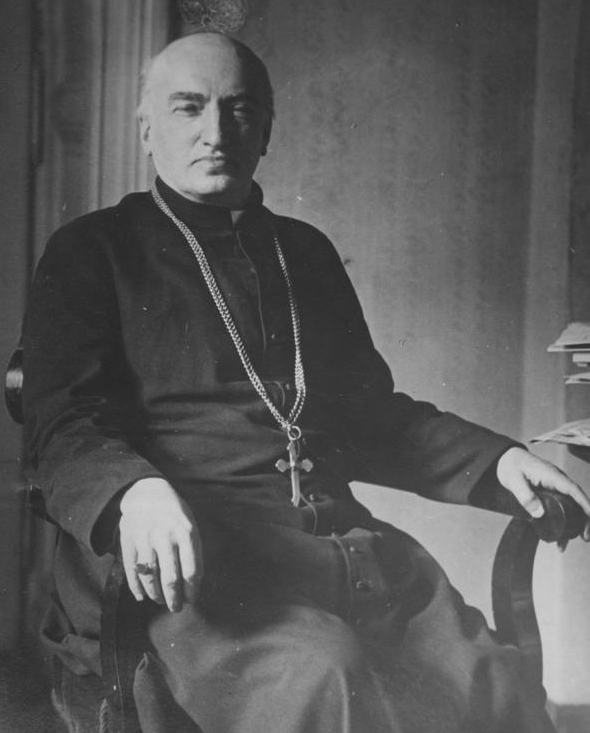
Archieparca Józef Teodorowicz

- Mikołaj Torosowicz † (24 de octubre de 1630-24 de octubre de 1681 falleció)
- Wartan Hunanian † (24 de octubre de 1681 por sucesión-15 de junio de 1715 falleció)
- Jan Tobiasz Augustynowicz † (15 de junio de 1715 por sucesión-22 de diciembre de 1751 falleció)
- Jakub Stefan Augustynowicz † (22 de diciembre de 1751 por sucesión-11 de enero de 1783 falleció)
- Jakub Walerian Tumanowicz † (11 de enero de 1783 por sucesión-2 de septiembre de 1798 falleció)
- Jan Jakub Symonowicz † (1 de marzo de 1800 confirmado-3 de octubre de 1816 falleció)
- Kajetan Augustyn Warteresiewicz † (21 de febrero de 1820 confirmado-6 de febrero de 1831 falleció)
- Samuel Cyryl Stefanowicz † (13 de marzo de 1832 confirmado-8 de diciembre de 1858 falleció)
- Grzegorz Michał Symonowicz † (8 de diciembre de 1858 por sucesión-14 de junio de 1875 falleció)
- Grzegorz Józef Romaszkan † (3 de abril de 1876 confirmado-11 de diciembre de 1881 falleció)
- Izaak Mikołaj Isakowicz (3 de julio de 1882 confirmado-29 de abril de 1901 falleció)
- Józef Teofil Teodorowicz † (16 de diciembre de 1901 confirmado-5 de diciembre de 1938 falleció)
  - Sede vacante (desde 1938)
  - Dionizy (Roman) Kajetanowicz † (diciembre de 1938-18 de noviembre de 1954 falleció) (administrador apostólico)[13][14][15]

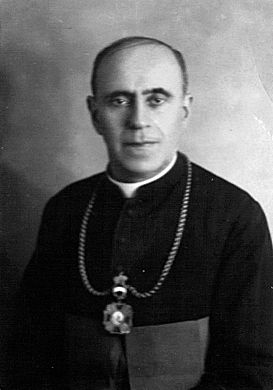
Archieparca Dionisiy Kaetanowicz